# Peter Kingsley
Peter Kingsley is een personage uit het tweede seizoen van de Amerikaanse televisieserie 24. Hij wordt gespeeld door Tobin Bell, de acteur die is doorgebroken in de horroreeks "Saw".

## Verhaal
Peter Kingsley komt voor het eerst voor wanneer Jack gemarteld wordt, dit is in het tweede seizoen, later blijkt hij de leider te zijn van de terroristen. Hij belt Jack, die later ontsnapt en probeert met behulp van Sherry Palmer Kingsley tot een bekentenis te brengen en ondertussen een CTU-team (contraterrorisme eenheid) om te brengen vanuit een helikopter.